# نانو روکش
نانو روکش (به انگلیسی: nanocoating) به ماده‌ای گفته می‌شود که با ذراتی در مقیاس نانو ساخته شده و به عنوان پوشاننده یا محافظ برای دیگر مواد به کار می‌رود.
زمینه‌هایی که در آن از نانو روکش‌ها استفاده می‌شود عبارتند از: مواد غذایی و وسایل نقلیه و….
یکی دیگر از کابردهای نانو روکش این است که می‌توان در آینده‌ای نزدیک به عنوان لباس سربازان یا دیگر افراد استفاده شود.
در علم نانو مواد، روکش یا پوشش نام لایه بسیار نازکی است که بر روی مواد کشیده می‌شود تا به بالا بردن ویژگی سطح مواد کمک کند و جلوه آن را بهتر کند.
روکش‌های ارتقادهنده برای دوام ماده، روکش مقابله‌کننده برای هوازدگی سطح مواد و روکش‌های مقاوم در مقابل سایش و انواع مختلف دیگر روکش‌های محافظ در این گسترهٔ تعریف هستند.

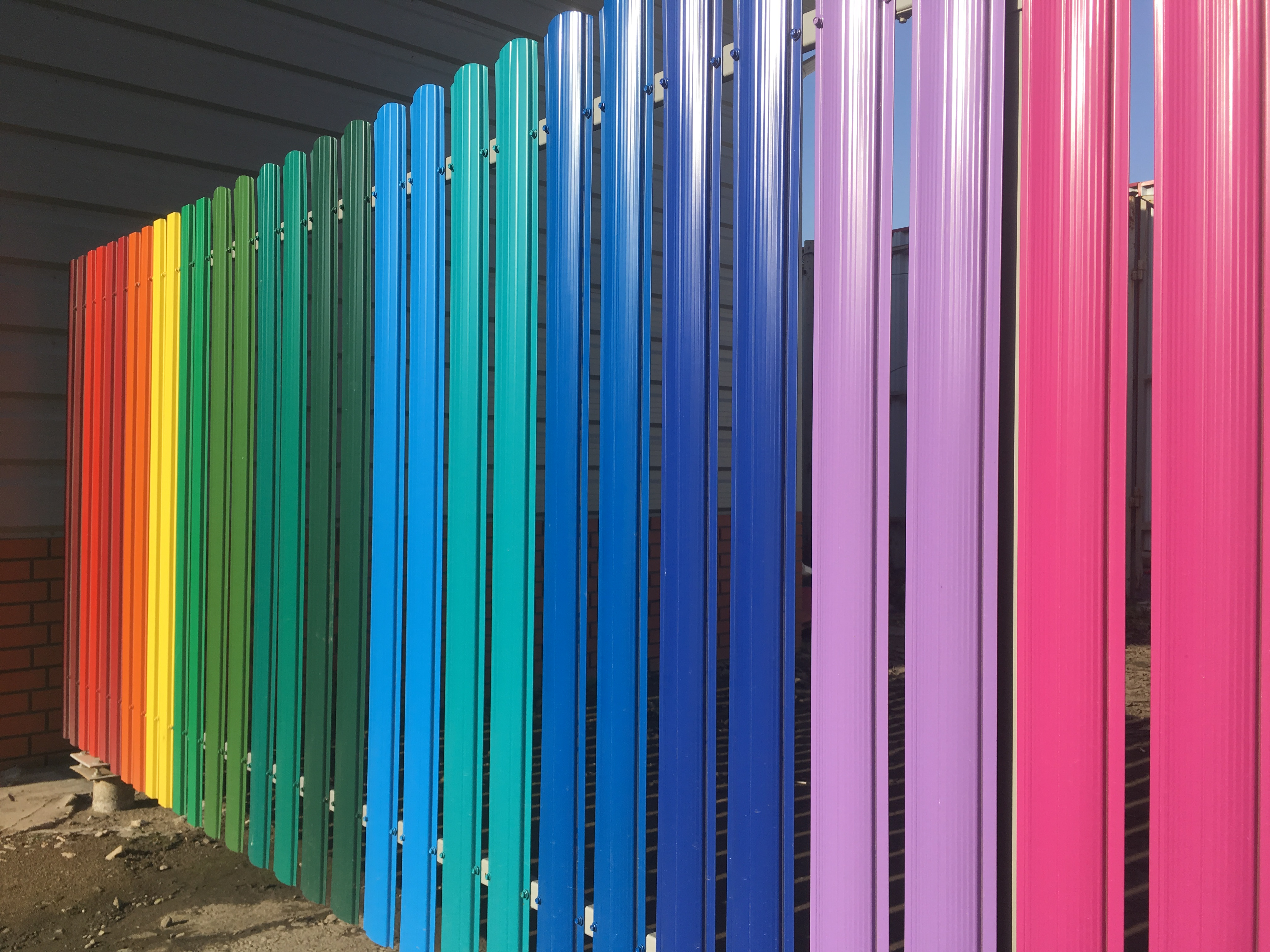
پرچین فلزی با روکش پلیمری

البته گاهی ممکن است از پوشش‌ها برای افزایش یا کاهش چسبندگی سطح، تغییرات در کیفیت رنگ، بازتاب نور و غیره استفاده کرد.

## تعریف
نانو پوشش‌ها بهترین فرصت را برای ارتقای کیفی محصولات ساختمانی موجود یا حتی دیگر مصالح نانو بنیان جدید فراهم کرده‌اند.
بسیاری از روش‌های تولید نانومواد برای پوشش دادن سطوح وسیع به وسیله نانو روکش‌ها بسیار مناسب است.
عاملی که سبب می‌شود بتوان از هزینه تولید روکش‌های نانو کاست و آن‌ها را به میدان رقابت با پوشش‌های سنتی وارد کرد این است که ضخامت نانو روکش‌ها بسیار کم است و برای تولید آن‌ها از حجم به‌نسبت کمتری از نانو ذرات استفاده می‌شود. مهم‌ترین جنبه مثبت استفاده از نانو پوشش‌ها این است که می‌توان به کمک آن‌ها به‌شمار زیادی از ویژگی‌های مطلوب و برجسته نانو مواد دست یافت بدون آن‌که نیاز به تولید اجزای بزرگ‌تر و مواد حجیم‌تر نانو کامپوزیت باشد.
نخستین بهره‌برداری عملکردی از نانو پوشش‌ها افزایش مقاومت مواد در برابر پوسیدگی و فرسودگی سایش و خوردگی است.
البته کاربرد نانو روکش‌ها به همین‌جا ختم نمی‌شود بلکه تغییر یا بهبود دیگر ویژگی‌ها از جمله ویژگی‌های مغناطیسی، الکتریکی، اپتیکی و اصطکاکی به‌طور کامل غیرقابل نفوذ شدن سطح مواد در برابر نفوذ مایعات و گازها و ایجاد سیمایی تزیینی را نیز می‌توان از موارد کاربرد این دسته مواد در صنعت ساختمان‌سازی برشمرد. یکی از کاربردهای مهم روکش‌ها در معماری ساخت شیشه‌های ضد انعکاس و ضد تشعشع است که تا به امروز سعی شده به کمک روش‌های مختلفی به آن دست‌یافت.

## روش‌های تولید
1. روش پاشش حرارتی
2. روش رسوب‌دهی شیمیایی بخار (CVD)
3. روش نیتروراسیون
4. لایه‌نشانی الکترولیتی کاتد
5. روش رسوب‌دهی فیزیکی بخار
6. روش سل ـ ژل
7. پوشش‌های نانوهیدروکسی آپاتید

### لایه نشانی الکترولیتی کاتد
برای تولید پوشش‌های مقاوم به خوردگی، استفاده از اکسیدِ همان فلز ساده‌ترین نوع پوشش است. معمولاً از نمک‌های مذاب مختلف، یا در برخی موارد از اسیدها، به عنوان الکترولیت استفاده می‌شود. آلومینیوم بهترین مثال برای این روش است.

### روش نیتروراسیون
اتم نیتروژن کوچک است و به همین علت به‌راحتی می‌تواند به درون سطح اکثر مواد نفوذ کند. اگر اتم نیتروژن بتواند چند نانومتر داخل سطح نفوذ کند، یک نانوروکش تولید کرده‌است. فولاد بهترین مثال برای این روش است.

### روش رسوب‌دهی فیزیکی بخار
با گرم کردن ماده (جامد یا مایع) اتم‌ها یا مولکول‌ها از روی سطح آزاد می‌شوند. با افزایش دما تعداد ذره‌هایی که از سطح کنده می‌شوند افزایش می‌یابد. وقتی اتم‌های کنده‌شده از سطح به مقدار معینی رسیدند، واکنش‌های شیمیایی در حالت بخار صورت می‌گیرند. بعد از آن بخار سرد می‌شود و یک لایه نازک روی سطح ایجاد می‌گردد.

### پوشش‌های نانوهیدروکسی آپاتید
برای ایمپلنت‌های مورد استفاده در بدن انسان شرکت (Informat Corporation) IMCO با استفاده از تکنیک الکتروفورتیک در دمای محیط نانوساختار هیدروکسی آپاتید را بر روی انواع ایمپلنت‌ها پوشش می‌دهد. این ایمپلنت‌ها از جنس Ti6Al4V است که کاربردهای مختلفی در دندان‌پزشکی و ارتوپدی دارد. پوشش هیدروکسی آپاتید به روش‌های قدیمی پاشش حرارتی و رسوب‌دهی شیمیایی روی سطح اعمال می‌شود.

#### فواید پوشش‌های نانوهیدروکسی آپاتید
افزایش استحکام باند: در روشهای قبلی اعمال هیدروکسی آپاتید، استحکام چسبندگی پوشش بسیار پایین است. در روش پاشش حرارتی MPa30 و در رسوب‌دهی شیمیایی MPa 14 است. اما این روش باعث می‌شود که استحکام چسبندگی به حدود MPa60 برسد.
بهبود مقاومت خوردگی: این پوششهای نانویی ۱۰۰٪ فشرده و ۱۰۰٪ کریستالی است، که باعث می‌شود مشکل انحلال آمورفی این پوشش حل‌شود و البته فشرده بودن باعث می‌شود که مایعات بدن تحت تماس با فلز قرار نگیرند. جریان پلاریزاسیون خوردگی در این حالت ۳۰۰ بار کمتر از حالتی است که به دو روش قدیمی پاشش حرارتی و رسوب‌دهی شیمیایی پوشش داده شده‌است.

## انواع نانوروکش
1. نانوذرات چسبانده شده روی یک زمینه
2. روکش‌های بلوری با ساختار نانومتری
3. لایه‌های نازک

### نانوذرات چسبانده شده روی یک زمینه
یکی از مشکلات خوردن پفک، چسبیدن ذرات پفک به دست است که باعث می‌شود انگشتانی نارنجی داشته باشیم. چگونگی چسبیدن ذرات پفک مثل تولید پوشش با استفاده از ذرات ریز است. با استفاده از نانوذرات و رطوبت، نانوروکش تهیه می‌شود. ذرات پفک به خاطر رطوبت به دست می‌چسبند (عامل چسباننده) و پوششی از ذرات پفک را ایجاد می‌کنند.

### روکش‌های بلوری با ساختار نانومتری
چیدمان اتم‌های مواد راه دیگری برای تولید نانوپوشش‌هاست. اتم‌های تشکیل‌دهنده آن‌ها به صورت منظم در جهت‌های خاص درون حوزه‌هایی مثل سلول‌های روی پوست دست قرار گرفته‌اند. باید اندازه دانه‌های این پوشش‌ها را به حد ۱ تا ۱۰۰ نانومتر درآورد.

## پوشش‌های شفاف
پوشش‌های شفاف و خود آرا که موجب ایجاد مزیت‌های کاربردی برای سطوح می‌شوند کاربردهای گسترده‌ای دارند. پوشش‌های نانومقیاس با داشتن خواصی نظیر هدایت الکتریکی زیاد، ضد الکتریسیته ساکن، کنترل حرارت، مقاومت زیاد در برابر خش، کنترل آلودگی میکروبی، با سایر خواص کنترلی، در صنایع مختلفی مانند صنایع اپتیک، چشم‌پزشکی، خودرو، وسایل خانگی، نمایشگر و رُخشبرداری، شیدیک، و نیز صنایع بسته‌بندی کاربرد خواهندداشت
سطوح، در واقع اجزایی هستند که از نظر شیمیایی فعال بوده و به منظور تقویت ویژگی‌های سطحی خاص می‌توان به وسیله سایر عوامل مانند عوامل شیمیایی و پلیمرهای طراحی شده آن‌ها را بهبود بخشید. روش‌های بهبوددهی می‌تواند سطوح بی اثر را به آسانی با استفاده از فناوری نانو از نظر شیمیایی فعال نماید. برخی نانو روکش‌ها نیز ویژگی‌های خاصی مانند خود بهبودی و مقاومت در برابر خوردگی و خش را دارا هستند.
اکثر پوشش‌هایی که امروزه مورد استفاده قرار می‌گیرند، اصطلاحاً «خاموش» هستند، یعنی تنها قابلیت اعمال خاصیت اولیه خود را دارند بدون اینکه توانایی سازگاری با محیط و اصلاح خواص در اثر تغییر شرایط محیط را داشته یا بتوانند نقایص بالقوه مانند مشکلات خوردگی را به کاربر اطلاع‌دهند. پوشش‌های مبتنی بر فناوری نانو، امکان دسترسی به قابلیت‌های چند منظوره را فراهم می‌نمایند؛ بدین معنی که می‌تواند حداقل دو ویژگی همزمان مانند مقاومت بالا در برابر خوردگی و آب‌گریزی یا ابر آب گریزی (در زوایای تماس ۱۰۰ تا ۱۷۰) را داشته باشند.
| ویژگی‌های سطح                                                            | کاربردها |
| ----------------------------------------------------------------------- | --- |
| ویژگی‌های مکانیکی (تریبولوژی، سختی، مقاومت در برابر خش)                  | حفاظت در برابر سایش برای ماشین آلات و تجهیزات حفاظت مکانیکی برای مواد نرم (پلیمرها، چوب، منسوجات و…)                             |
| ویژگی‌های رطوبتی (پادچسبندگی، آب گریزی، آبدوستی)                         | ضد دوده، ضد جرم گرفتگی، اثر لوتوس، خود تمیز کنندگی و برای منوجات و سرامیک‌ها                                                      |
| ویژگی‌های گرمایی و ماتکیایی (مقاومت گرمایی و عایق‌کاری، مقاومت به خوردگی) | حفاظت در برابر خوردگی برای ماشین آلات و تجهیزات، مقاومت گرمایی برای توربین‌ها و موتورها، عایق کاری حرارتی تجهیزات و مواد ساختمانی |
| ویژگی‌های زیستی (سازگاری زیستی، ضد عفونی)                                | اجزاء کاشتنی (ایمپلنت) سازگار با بدن زیست سازگار تجهیزات پزشکی و پانسان ضد باکتری                                                |
| ویژگی‌های ناوسریزیکی و چنبکی (مقاومت مغناطیسی، خواص دی‌الکتریک)           | دی‌الکتریک‌های فوق نازک برای ترانزیستورهای اثر میدانی، حسگرهای مقاوم در برابر مغناطیس و حافظه‌های اطلاعات                           |
| ویژگی‌های نوری (ضد بازتابش، شیدفامیک و آسروفامیک)                        | پنجره‌های شیدفامیک و آسروفامیک، سطوح پادبازتاب و سلول‌های خورشیدی                                                                  |

در حال حاضر سیستم‌های پوشش دهی یک‌راهه (به انگلیسی: One way) مبتنی بر نانو مواد استفاده می‌شود؛ مانند پوشش‌های ضد آتش، یا پوشش‌های رسانا یا پوشش‌هایی که قابلیت حس کردن خوردگی بالقوه را دارند. اما سیستم‌های دو راهه (به انگلیسی: Two way) مانند موادی با وَرم هندسی (به انگلیسی: Shape-memory) و پوشش‌هایی با قابلیت تغییر خاصیت آب گریزی - آب دوستی و پوشش‌های حاوی ذرات گرمافامیک، چالش برانگیزتر هستند.
توانایی کنترل پوشش‌های سطح در مقیاس نانو، از عوامل مهم توسعه صنعتی فناوری نانو به‌شمار می‌رود. در حال حاضر روش‌های گیتیکی و ماتکی زیادی برای تولید لایه‌ها و پوشش‌ها در ابعاد نانو و کنترل نانومتری ساختار و گروه‌های عاملی، وجود دارد. با این وجود، افزایش مقیاس برای این روش‌ها همچان یک چالش جدی است.

## فناوری‌های کلیدی

### ۱- نانوذرات
نانو ذرات، ذراتی با قطر کمتر از صد نانو متر می‌باشند که خواص وابسته به اندازه در آن‌ها (مانند واکنش پذیری و رفتارهای نوری) در مقایسه با ذرات بزرگ‌تر از همان ماده، کاملاً جدید یا بهبود یافته هستند، مانند اکسید تیتانیوم و اکسید روی که در مقیاس نانو به صورت ذرات شفاف درآمده و امکان جذب و بازتاب نور فرا بنفش را دارند. نانوذرات همچنین می‌توانند به صورت لایه‌هایی بر روی سطوح قرار گرفته و مساحت سطحی بزرگی ایجاد نمایند.
نانو ذرات مساحت سطحی بزرگ و فعالیت سطحی بالایی داشته و انعطاف‌پذیری زیادی در کاربردهای مختلف از خود نشان می‌دهند.
نانو ذرات را می‌توان از محدوده وسیعی از مواد مختلف تهیه کرد. به عنوان مثال می‌توان به متداول‌ترین سرامیک‌های موجود اشاره نمود که شامل سرامیک‌های اکسید فلزی (اکسیدهای تیتانیوم، روی، آهن و آلومینیوم) و نانو ذرات سیلیکاتی (عموما به شکل خاک رس در مقیاس نانو) می‌شود. این مواد را می‌توان با خواص فیزیکی خاص برای کاربردهای خاص طراحی و تولید کرد.
مواد نانوبلوری که از دانه‌هایی با اندازه نانومتری ساخته می‌شوند نیز در گروه نانو ذرات فرار می‌گیرند، می‌توان با افزایش میزان نقص‌های یک ماده تا جایی که اندازه دانه آن به ابعاد نانومتر برسد، نانوبلورها را تحت فرآیندهای مهندسی قرار داد. افزایش مرز دانه‌ها، مانع از مهاجرت و انتقال نقص‌ها در بلور شده و در نتیجه منجر به محکم‌تر شدن ماده می‌شود. به‌طور مشابه، سایر ویژگی‌های فیزیکی، شیمیایی، الکتریکی و مغناطیسی ماده نیز تحت تأثیر اندازه کوچک و طبیعت مرزبندی دانه‌ها قرار می‌گیرند.

### ۲- نانو کامپوزیت‌ها
نانو کامپوزیت‌ها این توانایی را دارند که ویژگی‌های دو یا چند ماده را تغییر داده و ماده‌ای با هدفی خاص را طراحی و تولید نمایند به طوری‌که این ماده ویژگی‌های برتر هر جزء را دارا باشد.
نانو کامپوزیت‌ها، یکی از مهم‌ترین موارد مصرف نانوذرات و نانولولهها هستند و کاربردهای چندگانه آن‌ها نه تنها به دلیل خواص مکانیکی، بلکه به علت قابلیت‌های حرارتی، مکانیکی و اپتیکی بهینه آن‌ها است. در نوع خاصی از نانو کامپوزیت‌ها، نانوذرات به عنوان پر کننده یک شبکه پلیمری استفاده می‌شوند. نانو کامپوزیت‌های جدید را می‌توان به گونه‌ای طراحی کرد که بتوانند خواص سرامیک‌ها مانند مقاومت بالا، پایداری حرارتی و ابعادی را به همراه خواص شکست، قابلیت فرآوری و ویژگی‌های دی الکتریک پلیمرها ارائه نمایند.
نانو کامپوزیت‌های پلیمری در آینده جزء مواد اصلی در کاربردهای عمومی پلیمرها خواهند بود خواص گوناگون پلیمرها مانند سفتی، سختی، پایداری در مقابل پرتو فرابنفش، پایداری زیستی و رسانایی الکتریکی را می‌توان با استفاده از نانوذرات، اصلاح کرده و با بهبود داد.

## روندها و پیش‌ران‌ها
هم‌اکنون تحقیق در مورد نسل بعدی نانومواد عمدتاً به دانشگاه‌ها محدود شده‌است. البته تقریباً تمام شرکت‌های بزرگ و اصلی، برنامه‌هایی برای بهبود و ارتقای محصولات خود و ساخت و توسعه حسگرها با طراحی نانومواد چند منظوره دارند. با این حال انتظار می‌رود فعالیت در مرزهای فناوری توسط شرکت‌های کوچک دارای ذهنیت باز و مؤسسات نوپا انجام پذیرد. در حالی که شرکت‌های بزرگ روند توانمند شدن علم و فناوری‌های نانو را دنبال می‌کند، احتمالاً شرکت‌ها و کارفرماهای کوچک، اکتشافات جدید را انجام داده و کاربردهای جدید را پیدا خواهندکرد.
نانومواد می‌توانند کاربردهای اساسی در حمل و نقل به ویژه در بخش خودرو داشته‌باشند. به عنوان فناوری‌های مشابه می‌توان از ابزارهای ورزشی با فناوری بالا (راکت تنیس) نام برد که در آن‌ها می‌توان تجهیزات کاربردی آزمایشی را پیش از اینکه در سطح وسیع و با قیمت تمام شده معقول‌تری تولید شوند طراحی و آزمایش نمود؛ زیرا این بازار با چالش‌های کمتری در مورد هزینه محصولات مواجه است، موضوعات فنی مهمی که باید مورد توجه قرار گیرند ارتقای کارایی فعال‌کننده‌ها، یکپارچه سازی ابزار و کاهش هزینه است.
عرصه سلامت و بهداشت یکی از مهم‌ترین بخش‌هایی است که می‌تواند از فناوری‌های جدید برای مواد زیستی، کاشتنی‌ها، پروتزهای بیرونی و مهندسی بافت و زمینه‌های مرتبط بهره ببرد. نکته مهم در این بخش شناخت رفتار برهم کنش زیستی مواد جدید و توسعه اجزاء و ابزارهای زیست سازگار است. به ویژه، MEMS و NEMS می‌توانند به ساخت حسگرهای زیستی فایل کشت، ماهیچه، عصب، الکترودهای عصبی، الکترودهای اتصال‌دهنده بافت و پردازنده‌های کم‌مصرف کوچک با ارتباطات بی‌سیم منجر شوند. با ادغام این ابزار با نانوذرات و نانو لوله‌های کربنی می‌توان از آن‌ها در تشخیص بیماری‌ها، تصویربرداری و دارورسانی استفاده کرد.
برچسب‌زنی هوشمند و کاربردهای مشابه برای صنایع غذایی و بسته‌بندی می‌تواند استقبال مشتری، رتبه و کیفیت محصول را افزایش داده و برای فروش آنلاین مفید واقع شود. فناوری نانو همچنین می‌تواند برای پیاده‌سازی پروتکل‌های رهگیری به منظور ارتقای کیفیت و سلامت صنایع غذایی مورد استفاده قرار گیرد. هم اکون فناوری نانو در حوزه وسیع و در حال گسترشی از کابردها به‌کار گرفته‌شده‌است.

## مزایای نانومواد
همین که مقیاس ابزارها کوچک و کوچک‌تر می‌شود و به مرز نانو می‌رسد خواص قابل توجهی ظاهر می‌شوند که ناشی از اثرات کوانتومی، پدیده‌های سطحی، و نسبت سطح به حجم بسیار بالای باشند، برای همه این زمینه‌ها، تکنیک‌ها و ابزارهای ویژه‌ای که برای ساخت، کنترل و اندازه‌گیری استفاده می‌شوند به گونه‌ای توسعه یافته‌اند که بتوانند در این مقیاس‌ها کار کند. در ساخت نانومواد، دو روش کلی باید از هم تمیز داده شود:
1. رویکرد بالا به پایین کوچک کردن اندازه ساختارها از میکرومتر به نانومتر با بکارگیری تکنیک‌های ماشین کاری و حکاکی (برای مثال، لیتوگرافی، چاپ مستقیم و…)
2. رویکرد پایین به بالا در کنار هم قرار دادن توده‌های اتمی و مولکولی به صورت کنترل شده به‌منظور ساخت سیستم‌های بزرگ‌تر به عنوان مثال، خوشه‌های شبکه‌های آلی، نانولوله‌های کربنی، ساختارهای ابرمولکولی و ماکرومولکول‌های ترکیب‌شده)

ترکیب نانو الکترونیک با مواد هوشمند ما را در پر کردن شکاف بین توانایی دستکاری اطلاعات و توانایی استفاده از این اطلاعات برای کنش مستقیم مکانیکی کمک می‌کند. مواد هوشمند آزادی عمل بیشتری به طراحان می‌دهند و با کاستن موانعی مانند پیچیدگی، اندازه، یا قیمت باعث خواهند شد که علم مکاترونیک را به سمت تولید محصولات و کاربردهایی که اخیراً از هیچ مولفه مکانیکی استفاده نمی‌کنند گسترش دهند و سازگاری‌های فوق‌العاده‌ای برای غلبه بر طراحی‌های استاتیکی مهیا کند. نانو مواد می‌توانند به گونه‌ای تنظیم شوند که از سیگنال‌های حاصل از محیط کار استفاده کرده و پاسخ مکانیکی ایجاد کنند.
چنین فوایدی با نانو مواد قابل کسب می‌باشند، زیرا این مواد پاسخ‌های مکانیکی ذاتی و مستقیم به‌سیگنال‌هایی مانند دما، ولتاژ، فشار، میدان مغناطیسی، نور و غیره، ایجاد می‌کنند. اگر چه رفتار مکانیکی یک محرک نانوماده‌ای، به صورت منفرد اغلب غیر مؤثر است، توانایی استفاده از ابزارهای بسیار ساده برای تولید کنش‌های مکانیکی خاص در جواب به شرایط ویژه یا سیگنال‌ها می‌تواند به‌طور رؤیایی عملکرد یک ابزار را بهبود دهد. طراحان می‌توانند از نانومواد برای ساده‌کردن محصولات، افزودن ویژگی‌های جدید، بهبود عملکرد با افزایش اعتماد، با یک پیچیدگی مکانیکی خیلی کم استفاده کنند.

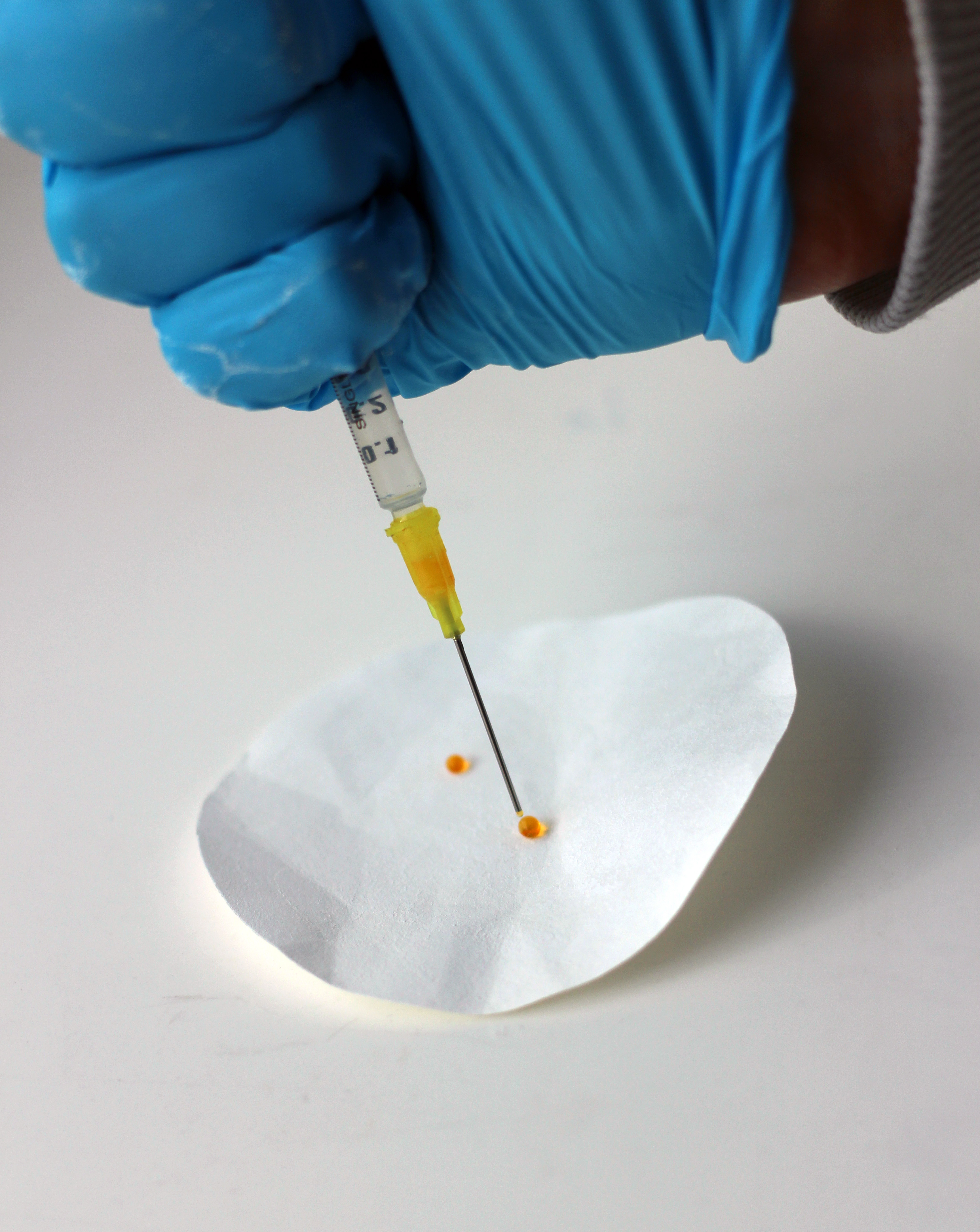
نانو روکش‌های خود تمیز شونده

میکروحسگرهای پیشرفته شیمیایی فعلاً در مسیر توسعه هستند، ولی کاربردهای رو به افزایشی در آژیرهای خانگی، تحلیلگرهای قابل حمل، کنترل آتش‌سوزی و کاربرهای پزشکی خواهند داشت. البته بازارهای جدید دیگری برای میکروحسگرهای حالت جامد در حال ظهور است.

## نانوروکش‌ها در محصولات خانگی
توسعه پوشش‌های حفاظتی دارای خواص ضد باکتری، ضد قارچ و خودتمیزکنندگی می‌تواند در صنعت محصولات خانگی مورد علاقه قرار گیرد خواص نانوذرات و تکنیک‌های فرآوری این مواد اجازه ساخت انواع مختلفی از مواد پوششی با درجه بالایی از نوآوری را خواهد داد. این تکنیک‌های پوشش بدون هیچ گونه محدودیتی در نوع زیر لایه، می‌توانند در داخل و خارج خانه مورد استفاده قرار گیرند. پوشش‌های ضد باکتری و خود تمیز کننده می‌تواند به عنوان یک فناوری اختلاف افکن در بازار محصولات خانگی تلقی شوند؛ مثلاً سطحی که با ماده خودتمیزکننده پوشیده شده باشد دیگر هرگز نیاز به شرکت‌های خدماتی و نظافتی پیدا نخواهد کرد. کارایی‌های مهم دیگر (اپتیکی، بیوشیمی) نیز می‌توانند به‌طور ذاتی به پوشش‌ها اضافه شوند و توسط خودشان محافظت گردند.
پوشش‌های اثر لوتوس نمونه‌ای از سیستم‌های خود تمیز کننده هستند که اساس کارشان، سطوح اثر آب گریز است، این فناوری هم‌اکنون در صنعت شیشه برای کارهای ساختمانی، وسایل نقلیه روشنایی و حسگر اپتیکی مورد استفاده می‌باشد. خواص سطوح معروف به اثر لوتوس شامل ابر آب گریزی، خودتمیزکنندگی و میزان قابل توجهی پایداری شیمیایی فیزیکی می‌باشد. ذرات جامد چرک به این سطوح نمی‌چسبند و حتی مایعات سفت مانند عسل و روغن در تماس با این سطوح به شکل کره درآمده و با غلطیدن بر روی سطح، از آن جدا می‌شوند و به راحتی با مصرف اندکی آب قایل برطرف شدن می‌باشند. مواد و فرمول‌هایی که مورد استفاده قرار می‌گیرند. از نظر فناوری، پیچیده هستند ولی اعمال آن‌ها بر روی شیشه آسان است.
این پوشش‌ها می‌تواند به شکل مات یا نیمه مات باشند. همچنین می‌توان آن‌ها را به صورت پوشش‌های شفاف و دائمی که بسیار مهم‌ترند نیز درآورد. تمام مؤلفه‌هایی که برای شکل‌دادن سطح نانو ساختار لازم است در ذات ماده قرار دارد. فقط باید آن را به سطح مورد نظر اعمال کرد و زیر شعله قرار داده با این کار سطح خودتمیزکننده با اثر لوتوس تولید می‌شود.

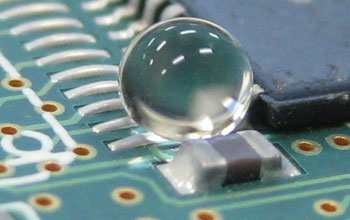
استفاده از نانوپوشش فوق آبگریز در صنایع الکتریکی

شرکت‌ها به این موضوع پی‌برده‌اند که با استفاده از نانوذرات درون لایه‌ها یا روی آن‌ها، لایه‌های نازک پیوندهای قوی‌تر و منعطف‌تری با زیر لایه‌ها ایجاد خواهند کرد. این پوشش‌ها نرم‌تر، قوی‌تر و با دوام‌تر هستند. صنایع رنگ و پوشش اولین کسانی خواهند بود که از مزایای این قابلیت‌ها استفاده خواهند کرد.
نانو موادی مانند لایه‌های نازک و سطوح مهندسی شده، چندین دهه است که توسعه یافته‌اند و در بازه وسیعی از صنایع مانند الکترونیک، شیمی و مهندسی استفاده می‌شوند.
برای مثال، در صنعت مدارهای مجتمع سیلیکونی، اساس کار بسیاری از ابزارها بر عملکرد لایه‌های نازک استوار است و کنترل ضخامت آن‌ها و رساندن آن به مقیاس‌های اتمی بسیار روتین و معمولی است. سایر کاربردهای تجاری آن‌ها شامل پوشش‌های بیمه "خود تمیز کننده و سطوح فعال اپتیکی برای استفاده در ساختمان‌ها، وسایل نقلیه، سلول‌های خورشیدی و غیره می‌باشند. برای مثال می‌توان سطوح ضدبازتاب، لعاب‌های ضدآفتاب و پوشش‌های ضدبازتاب برای سطح ابزار آلات را نام برد.
امروزه کارخانجات تولید پوشش مجبور هستند انتظارات مشتریان را برآورده کنند ولی این کار با شیمی پلیمری مرسوم و موجود معمولاً قابل انجام نیست. قبلاً نشان داده شده‌است که نانوذرات غیر آلی می‌توانند بهبودی قابل ملاحظه‌ای در مقاومت در برابر خراشیدگی ایجاد کند. انتقال این ویژگی‌ها به پوشش‌های پلی‌اورتان همیشه ممکن نیست و علت آن بود نانوذرات فعال در حلال‌های مناسب و نیز مشکلات مربوط به سازگاری است.
توانایی کنترل پوشش‌های سطوح در مقیاس نانو، از عوامل مهم توسعه صنعتی فناوری نانو به‌شمار می‌رود. در حال حاضر روش‌های فیزیکی و شیمیایی زیادی برای ساخت نانولایه‌ها و نانوروکش‌ها و کنترل نانومتری ساختار و گروه‌های عاملی وجود دارد. ولی با این حال، افزایش مقیاس برای این روش‌ها همچنان یک چالش جدی است.

## فناوری

### ۱- خود پاک‌کننده
پدیده ترشدن نقشی برجسته در بسیاری از راهبردهای مختلف تغیر سطح ایفا می‌کند. ترشدن یک سطح وابسته به کشش‌های بین‌سطحی میان مایع ترکننده جامد ترشونده و فاز گازی اطراف است. علاوه بر این سه عامل که توسط برهمکنش‌های مولکولی ایجاد می‌شوند، زبری سطح یا ساختارهای خاص سطحی نقشی کلیدی در پدیده ترشدن ایفا می‌کند.
سطوح را می‌توان به دو دست آبگریز و آبدوست تقسیم کرد. انواع مختلف پلاستیک‌ها مخصوصاً آن‌هایی که دارای تعداد زیادی کرین فلوئوره هستند (مثل تفلون) جزء معروف‌ترین انواع سطوح آبگریز محسوب می‌شوند. سطوح آب‌دوست معروف شامل سطوح فلزی و شیشه‌ای تغییر نیافته هستند.

#### ترشوندگی
از نظر شیمیایی می‌توان سطوح را به دو دسته فعال و بی اثر (غیرفعال) تقسیم‌بندی کرد. سطوح آبدوست به‌طور معمول تمایل بیشتری به ایجاد پیوند با مواد جذب شده دارند و سطوح آبگریز تمایلی به ایجاد چنین پیوندی ندارند. متأسفانه بسیاری از مواد فنی مناسب، همانند شیشه و فلز، در دسته آب‌دوست‌ها قرار می‌گیرند. این سطوح به دلیل انرژی سطح بالایشان به آسانی لکه می‌گیرند انرژی سطحی یک فلز تمیز بسته به میزان تمیز بودن آن به راحتی بهmN/m۱۰۰۰ می‌رسد (آهن حدود mN/m ۲۵۰۰ می‌باشد. در مقابل انرژی سطحی تفلون معادل mnN/m ۱۸ است) به همین دلیل تلاش‌های زیادی برای کاهش کشش سطحی سطوح فنی صورت گرفته‌است.
وضعیت ترشوندگی یک سطح توسط زاویه تماس آن سطح تعیین می‌شود، زاویه تماس یک سطح شیب خط مماس (تانژانت مماس) در نقطه تماس بین سطح و مایع است. زاویه تماس صفر درجه معادل ترشوندگی کامل است. در مورد آب این حالت به نام ابر آبدوستی با ترشدگی کامل نامیده می‌شود. در نقطه مقابل این حالت، زاویه تماس ۱۸۰ درجه قرار دارد سطوحی که دارای زاویه تماس بسیار بزرگی هستند، ابر آبگریز نامیده می‌شوند. به عنوان مثال با روکش‌دهی تفلون بر روی جنگلی از نانو لوله‌های کربنی که به صورت عادی رشد یافته‌اند، زاویه تماس ۱۸۰ درجه و در حقیقت یک سطح ابر آبگریز ایجاد می‌شود.
آلودگی سطوح ابرآبگریز یا سطوح دارای اثر نیلوفر آبی بسیار کمتر از سطوح دارای کشش سطحی بالاست. به علاوه، ذرات آلاینده‌ای که به سستی به این سطوح پیوند یافته‌اند، به راحتی با ترشدن (مثلا در اثر بارش باران پاک می‌شوند. علاوه بر راهبرد کاهش انرژی سطحی برای افزایش خاصیت ذاتی دفع لکه می‌توان با استفاده از فتوکاتالیزور‌ها به مواد جذب شده حمله کرده و آن‌ها را تجربه کرد؛ بنابراین حتی سطوح بسیار چسبنده‌ای مانند شیشه نیز می‌تواند با روکش خودپاک‌کننده‌ای که با نور فرابنفش فعال می‌شود، تجهیز شوند. با این حال این روش تنها برای کاربردهای خارج از فضای بسته (همانند نمای خارجی) مناسب است.

### ۲- اثر نیلوفر آبی
برگ‌های نیلوفر آبی اثر دفع آب و روغن بسیار بالایی از خود نشان می‌دهند. این خاصیت به دلیل وجود بلورهای آبگریز موم همراه با برجستگی‌های سطحی میکرو و نانومقیاس ایجاد می‌شود. در حقیقت ترکیبی از ساختار و شیمی سطح، موجب بروز خاصیت منحصر به فرد برگ نیلوفر آبی می‌شود.
برگ نیلوفر آبی اگر شیب بسیار کمی هم داشته باشد، حتی مایعات بسیار چسبنده و غلیظ همچون عسل یا چسب نیز از روی آن سر می‌خورند. با این حال ساختارهای سطحی این برگ می‌توانند به راحتی از هم گسیخته شوند که برای بسیاری از کاربردهای فنی یک اشکال محسوب می‌شود. به همین دلیل ایجاد اثر نیلوفر آبی سنتری روی سطوح فنی دشوار است، مخصوصاً زمانی که تنش مکانیکی نیز وجود داشته‌باشد. به علاوه، ساختارهای طبیعی برگ نیلوفر آبی بزرگ‌تر از ۱۰۰ نانومتر هستند، از آنجایی که طبیعت به نحوی تکامل یافته‌است که بهترین عملکرد را داشته باشد، ممکن است این بحث ایجاد شود که برای تقلید از این اثر، نیازی به فناوری نانو (یعنی رسیدن به مقیاس زیر ۱۰۰ نانومتر) نیست.

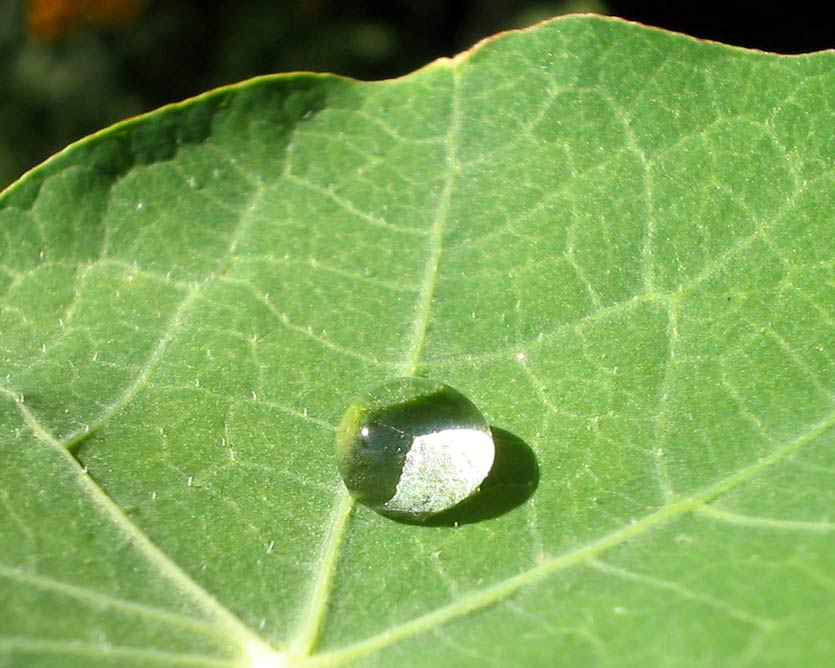
اثر لوتوس

با این حال برای تشخیص بک سطح با اثر نیلوفر آبی از سطوح آبگریز دیگر، معیارهای زیر باید مد نظر قرارگیرند:
1. زاویه تماس ثابت سطح با آب باید حداقل ۱۴۰ درجه باشد که این مقدار با استفاده از یک قطره ۲۰ میکرولیتری و پس از یک دقیقه حالت سکون حاصل می‌شود.
2. تفاوت میان زاویه تماس پس و پیش نیاید بیشتر از ۱۰ درجه باشد.
3. حداقل شیب سطح برای آن که یک قطره ۲۰ میکرولیتری که از ارتفاع ۱ سانتی‌متری آن سقوط می‌کند، از روی آن سر بخورده ۱۰ درجه است.
4. پس از ۳۰ دقیقه قطره چکانی مداوم استاندارد، هیچ لایه آب ترکده روی یک نمونه که زاویه ۱۰ درجه با افق دارد، تشکیل نمی‌شود.